# Dix-huitième district congressionnel de Pennsylvanie
Le 18e district congressionnel de Pennsylvanie était un district comprenant la ville de Pittsburgh et certaines parties des banlieues environnantes. Une variété de banlieues ouvrières et à majorité noire situées à l'est de la ville ont été incluses, telles que McKeesport et Wilkinsburg. Une grande partie du district comprenait également un certain nombre de banlieues de classe moyenne qui ont des racines démocrates historiques, telles que Pleasant Hills et Penn Hills. Le district est devenu obsolète à la suite du recensement américain de 2020. Il a été largement remplacé par le 12e district congressionnel de Pennsylvanie.
Le district couvrait une grande partie de la zone qui était le centre de la Révolte du Whisky des années 1790.

## Histoire

### Frontières pré-2018
En février 2018, la Cour suprême de Pennsylvanie a jugé que la carte des districts violait la constitution de l'État en raison du gerrymandering et a redessiné tous les districts de l'État. Les 18e et 14e districts ont échangé leurs numéros et leurs limites ont été ajustées pour les élections de 2018 (après les élections spéciales de mars) et par la suite,.
Avant le redécoupage ordonné par le tribunal en février 2018, le district était concentré dans la banlieue sud de Pittsburgh. Il était majoritairement blanc, même s'il contenait un large éventail de banlieues. Il a été dessiné de telle manière qu'à certains endroits, des quartiers et même des rues étaient divisés entre le 18e et les 12e et 14e districts voisins. Dans certaines parties de la partie est du quartier, un côté de la rue se trouvait dans le 12e tandis que l'autre côté était dans le 18e. À l'ouest, un côté de la rue était dans le 14e tandis que l'autre côté était dans le 18e.
Bien qu'il y ait 35 000 démocrates de plus que les républicains dans le district en 2018, le district avait une tendance de plus en plus républicaine depuis le milieu des années 1990 ; la plupart des législateurs des États du district étaient républicains. Le district abritait de nombreuses grandes mines de charbon et l'industrie énergétique était un employeur important. La partie ouest du district comprenait certaines régions rurales du comté de Washington, ainsi que les banlieues très riches de la partie nord de ce comté, qui ont tendance à être plus républicaines que la partie contenue dans le 9e district voisin. Le district contenait également de nombreuses banlieues sud du comté d'Allegheny à Pittsburgh, qui allaient de zones traditionnellement riches telles que Upper St. Clair à des communautés de classe moyenne telles que Bethel Park et des villes ouvrières telles qu'Elizabeth.
Le district était plus âgé et comptait le deuxième électorat le plus âgé de l'État en 2017.
Le district s'étendait le long de la banlieue est à la limite du comté d'Allegheny, y compris la plupart du grand centre commercial de banlieue de Monroeville, et dans l'ouest du comté de Westmoreland. Le comté du centre de Westmoreland, comprenant la ville de Greensburg, faisait également partie du district. Il contenait également les contreforts ruraux du comté à l'extrémité est du district. Le comté de Westmoreland est devenu un bastion républicain majeur.

### Affiliations politiques
| Affiliations politiques au 18 octobre 2021 | Affiliations politiques au 18 octobre 2021 | Affiliations politiques au 18 octobre 2021 | Affiliations politiques au 18 octobre 2021 |
| Parti                                      | Parti                                      | Nombre total de votants                    | %                                          |
| ------------------------------------------ | ------------------------------------------ | ------------------------------------------ | ------------------------------------------ |
|                                            | Démocrate                                  | 328 743                                    | 62,84                                      |
|                                            | Républicain                                | 118 874                                    | 22,72                                      |
|                                            | Indépendant / Autres partis                | 75 486                                     | 14,43                                      |
| Total                                      | Total                                      | 523 103                                    | 100 %                                      |

## Futur
Le district est devenu obsolète à la suite du recensement américain de 2020. Il a été largement remplacé par le 12e district congressionnel de Pennsylvanie, tandis que certaines banlieues de Pittsburgh, comme Wilkinsburg, ont été redessinées pour devenir le 17e district.

## Historique de vote
| Année | Poste     | Résultats               |
| ----- | --------- | ----------------------- |
| 2000  | Président | Gore 58,9 % - 48,4 %    |
| 2004  | Président | Bush 50,7 % - 48,3 %    |
| 2008  | Président | Obama 52,9 % - 45,6 %   |
| 2012  | Président | Obama 51,0 % - 47,2 %   |
| 2016  | Président | Clinton 48,0 % - 45,9 % |
| 2020  | Président | Trump 51,3 % - 46,8 %   |

## Liste des Représentants du district
| Membre                              | Parti                        | Années                              | Congrès     | Histoire électorale | Zone géographique |
| ----------------------------------- | ---------------------------- | ----------------------------------- | ----------- | --- | ----------------- |
| District établit le 4 mars 1823     |                              |                                     |             | |                   |
| Patrick Farrelly (en)               | Républicain-Démocrate        | 4 mars 1823 - 3 mars 1825           | 18e , 19e   | Redécoupage depuis le 15e district et réélu en 1822. Réélu en 1824. Décès.                                                         | 1823–1833         |
| Patrick Farrelly (en)               | Jacksonien (en)              | 4 mars 1825 - 12 janvier 1826       | 18e , 19e   | Redécoupage depuis le 15e district et réélu en 1822. Réélu en 1824. Décès.                                                         | 1823–1833         |
| Vacant                              | Vacant                       | 12 janvier 1826 - 14 mars 1826      | 19e         | | 1823–1833         |
| Thomas H. Sill (en)                 | Anti-Jacksonien              | 14 mars 1826 - 3 mars 1827          | 19e         | Élu pour terminer le mandat de Farrelly. Perd sa réélection.                                                                       | 1823–1833         |
| Stephen Barlow (en)                 | Jacksonien (en)              | 4 mars 1827 - 3 mars 1829           | 20e         | Élu en 1826. Perd sa réélection.                                                                                                   | 1823–1833         |
| Thomas H. Sill (en)                 | Anti-Jacksonien              | 4 mars 1829 - 3 mars 1831           | 21e         | Élu en 1828. Retrait. | 1823–1833         |
| John Banks (en)                     | Anti-maçonnique              | 4 mars 1831 - 3 mars 1833           | 22e         | Élu en 1830. Redécoupage vers le 24e district.                                                                                     | 1823–1833         |
| George Burd (en)                    | Anti-Jacksonien              | 4 mars 1833 - 3 mars 1835           | 23e         | Redécoupage depuis le 13e district et réélu en 1832. Retrait.                                                                      | 1833–1843         |
| Job Mann (en)                       | Jacksonien (en)              | 4 mars 1835 - 3 mars 1837           | 24e         | Élu en 1834. Perd sa réélection.                                                                                                   | 1833–1843         |
| Charles Ogle (en)                   | Anti-maçonnique              | 4 mars 1837 - 3 mars 1841           | 25e - 27e   | Élu en 1836. Réélu en 1838. Réélu en 1840. Décès.                                                                                  | 1833–1843         |
| Charles Ogle (en)                   | Whig                         | 4 mars 1841 - 10 mai 1841           | 25e - 27e   | Élu en 1836. Réélu en 1838. Réélu en 1840. Décès.                                                                                  | 1833–1843         |
| Vacant                              | Vacant                       | 10 mai 1841 - 28 juin 1841          | 27          | | 1833–1843         |
| Henry Black (en)                    | Whig                         | 28 juin 1841 - 28 novembre 1841     | 27          | Élu pour terminer le mandat d'Ogle. Décès.                                                                                         | 1833–1843         |
| Vacant                              | Vacant                       | 28 novembre 1841 - 21 décembre 1841 | 27          | | 1833–1843         |
| James M. Russell (en)               | Whig                         | 21 décembre 1841 - 3 mars 1843      | 27          | Élu pour terminer le mandat de Black. Retrait.                                                                                     | 1833–1843         |
| Andrew Stewart (en)                 | Whig                         | 4 mars 1843 - 3 mars 1849           | 28e - 30e   | Élu en 1843. Réélu en 1844. Réélu en 1846. Retrait.                                                                                | 1843–1853         |
| Andrew J. Ogle (en)                 | Whig                         | 4 mars 1849 - 3 mars 1851           | 31e         | Élu en 1848. Perd sa réélection.                                                                                                   | 1843–1853         |
| John L. Dawson (en)                 | Démocrate                    | 4 mars 1851 - 3 mars 1853           | 32e         | Élu en 1850. Redécoupage vers le 20e district.                                                                                     | 1843–1853         |
| John McCulloch (en)                 | Whig                         | 4 mars 1853 - 3 mars 1855           | 33e         | Élu en 1852. Retrait. | 1853–1863         |
| John R. Edie (en)                   | Opposition Party (en)        | 4 mars 1855 - 3 mars 1857           | 34e , 35e   | Élu en 1854. Réélu en 1856. Retrait.                                                                                               | 1853–1863         |
| John R. Edie (en)                   | Républicain                  | 4 mars 1857 - 3 mars 1859           | 34e , 35e   | Élu en 1854. Réélu en 1856. Retrait.                                                                                               | 1853–1863         |
| Samuel S. Blair (en)                | Républicain                  | March 4, 1859 –March 3, 1863        | 36e , 37e   | Élu en 1858. Réélu en 1860. Perd sa réélection.                                                                                    | 1853–1863         |
| James T. Hale (en)                  | Républicain Indépendant (en) | 4 mars 1863 - 3 mars 1865           | 38e         | Redécoupage depuis le 15e district et réélu en 1862.                                                                               | 1863–1873         |
| Stephen F. Wilson (en)              | Républicain                  | 4 mars 1865 - 3 mars 1869           | 39e , 40e   | Élu en 1864. Réélu en 1866. Démissionne pour devenir Juge du Quatrième Circuit Judiciaire de Pennsylvanie.                         | 1863–1873         |
| William H. Armstrong (en)           | Républicain                  | 4 mars 1869 - 3 mars 1871           | 41e         | Élu en 1868. Perd sa réélection.                                                                                                   | 1863–1873         |
| Henry Sherwood (en)                 | Démocrate                    | 4 mars 1871 - 3 mars 1873           | 42e         | Élu en 1870. Perd sa réélection.                                                                                                   | 1863–1873         |
| Sobieski Ross (en)                  | Républicain                  | 4 mars 1873 - 3 mars 1875           | 43e         | Élu en 1872. Redécoupage vers le 16e district.                                                                                     | 1873–1883         |
| William Stenger (en)                | Démocrate                    | 4 mars 1875 - 3 mars 1879           | 44e , 45e   | Élu en 1874. Réélu en 1876. Perd sa réélection.                                                                                    | 1873–1883         |
| Horatio G. Fisher (en)              | Républicain                  | 4 mars 1879 - 3 mars 1883           | 46e , 47e   | Élu en 1878. Réélu en 1880. Retrait.                                                                                               | 1873–1883         |
| Louis E. Atkinson (en)              | Républicain                  | 4 mars 1883 - 3 mars 1893           | 48e - 52e   | Élu en 1882. Réélu en 1884. Réélu en 1886. Réélu en 1888. Réélu en 1890. Se retire de l'élection.                                  | 1883–1893         |
| Thaddeus M. Mahon (en)              | Républicain                  | 4 mars 1893 - 3 mars 1903           | 53e - 57e   | Élu en 1892. Réélu en 1894. Réélu en 1896. Réélu en 1898. Réélu en 1900. Redécoupage vers le 17e district.                         | 1893–1903         |
| Marlin E. Olmsted (en)              | Républicain                  | 4 mars 1903 - 3 mars 1913           | 58e - 62e   | Redécoupage depuis le 14e district et réélu en 1902. Réélu en 1904. Réélu en 1906. Réélu en 1908. Réélu en 1910. Retrait.          | 1903–1913         |
| Aaron S. Kreider (en)               | Républicain                  | 4 mars 1913 - 3 mars 1923           | 63e - 67e   | Élu en 1912. Réélu en 1914. Réélu en 1916. Réélu en 1918. Réélu en 1920. Perd sa réélection.                                       | 1913–1933         |
| Edward M. Beers (en)                | Républicain                  | 4 mars 1923 - 21 avril 1932         | 68e - 72e   | Élu en 1922. Réélu en 1924. Réélu en 1926. Réélu en 1930. Décès.                                                                   | 1913–1933         |
| Vacant                              | Vacant                       | 11 avril 1932 - 8 novembre 1932     | 72e         | | 1913–1933         |
| Joseph F. Biddle (en)               | Républicain                  | 8 novembre 1932 - 3 mars 1933       | 72e         | Élu pour terminer le mandat de Beers. Retrait.                                                                                     | 1913–1933         |
| Benjamin K. Focht (en)              | Républicain                  | 4 mars 1933 - 27 mars 1937          | 73e - 75e   | Élu en 1932. Réélu en 1934. Réélu en 1936. Décès.                                                                                  | 1933–1943         |
| Vacant                              | Vacant                       | 27 mars 1937 - 11 mai 1937          | 75e         | | 1933–1943         |
| Richard M. Simpson (en)             | Républicain                  | 11 mai 1937 - 3 janvier 1945        | 75e - 78e   | Élu pour terminer le mandat de Focht. Réélu en 1938. Réélu en 1940. Réélu en 1942. Redécoupage vers le 17e district.               | 1933–1943         |
| Richard M. Simpson (en)             | Républicain                  | 11 mai 1937 - 3 janvier 1945        | 75e - 78e   | Élu pour terminer le mandat de Focht. Réélu en 1938. Réélu en 1940. Réélu en 1942. Redécoupage vers le 17e district.               | 1933–1953         |
| John C. Kunkel (en)                 | Républicain                  | 3 janvier 1945 - 3 janvier 1951     | 79e - 81e   | Redécoupage depuis le 19e district et réélu en 1944. Réélu en 1946. Réélu en 1948.                                                 |                   |
| Walter M. Mumma (en)                | Républicain                  | 3 janvier 1951 - 3 janvier 1953     | 82e         | Élu en 1950. Redécoupage vers le 16e district.                                                                                     |                   |
| Richard M. Simpson (en)             | Républicain                  | 3 janvier 1953 - 7 janvier 1960     | 83e - 86e   | Redécoupage depuis le 17e et réélu en 1952. Réélu en 1954. Réélu en 1956. Réélu en 1958. Décès.                                    | 1953–1963         |
| Vacant                              | Vacant                       | 7 janvier 1960 - 26 avril 1960      | 86          | | 1953–1963         |
| Douglas H. Elliot (en)              | Républicain                  | 26 avril 1960 - 19 juin 1960        | 86          | Élu pour terminer le mandat de Simpson. Décès.                                                                                     | 1953–1963         |
| Vacant                              | Vacant                       | 19 juin 1960 - 8 novembre 1960      | 86          | | 1953–1963         |
| J. Irving Whalley (en)              | Républicain                  | 8 novembre 1960 - 3 janvier 1963    | 86e , 87e   | Élu pour terminer le mandat d'Elliot. Également élu pour un autre mandat en 1960. Redécoupage vers le 12e district.                | 1953–1963         |
| Robert J. Corbett (en)              | Républicain                  | 3 janvier 1963 - 25 avril 1971      | 88e - 92e   | Redécoupage depuis le 29e district et réélu en 1962. Réélu en 1964. Réélu en 1966. Réélu en 1968. Réélu en 1970. Décès.            | 1963–1973         |
| Vacant                              | Vacant                       | 25 avril 1971 - 2 novembre 1971     | 92e         | | 1963–1973         |
| John Heinz                          | Républicain                  | 2 novembre 1971 - 3 janvier 1977    | 92e - 94e   | Élu pour terminer le mandat de Corbett. Réélu en 1972. Réélu en 1974. Retrait pour se présenter comme Sénateur des États-Unis.     | 1963–1973         |
| John Heinz                          | Républicain                  | 2 novembre 1971 - 3 janvier 1977    | 92e - 94e   | Élu pour terminer le mandat de Corbett. Réélu en 1972. Réélu en 1974. Retrait pour se présenter comme Sénateur des États-Unis.     | 1973–1983         |
| Doug Walgren (en)                   | Démocrate                    | 3 janvier 1977 - 3 janvier 1991     | 95e - 101e  | Élu en 1976. Réélu en 1978. Réélu en 1980. Réélu en 1982. Réélu en 1984. Réélu en 1986. Réélu en 1988. Perd sa réélection.         |                   |
| Doug Walgren (en)                   | Démocrate                    | 3 janvier 1977 - 3 janvier 1991     | 95e - 101e  | Élu en 1976. Réélu en 1978. Réélu en 1980. Réélu en 1982. Réélu en 1984. Réélu en 1986. Réélu en 1988. Perd sa réélection.         | 1983–1993         |
| Rick Santorum                       | Républicain                  | 3 janvier 1991 - 3 janvier 1995     | 102e , 103e | Élu en 1990. Réélu en 1992. Retrait pour se présenter comme Sénateur des États-Unis.                                               |                   |
| Rick Santorum                       | Républicain                  | 3 janvier 1991 - 3 janvier 1995     | 102e , 103e | Élu en 1990. Réélu en 1992. Retrait pour se présenter comme Sénateur des États-Unis.                                               | 1993–2003         |
| Mike Doyle                          | Démocrate                    | 3 janvier 1995 - 3 janvier 2003     | 104e - 107e | Élu en 1994. Réélu en 1996. Réélu en 1998. Réélu en 2000. Redécoupage vers le 14e district.                                        |                   |
| Tim Murphy                          | Républicain                  | 3 janvier 2003 - 21 octobre 2017    | 108e - 115e | Élu en 2002. Réélu en 2004. Réélu en 2006. Réélu en 2008. Réélu en 2010. Réélu en 2012. Réélu en 2014. Réélu en 2016. Démissionne. | 2003–2013         |
| Tim Murphy                          | Républicain                  | 3 janvier 2003 - 21 octobre 2017    | 108e - 115e | Élu en 2002. Réélu en 2004. Réélu en 2006. Réélu en 2008. Réélu en 2010. Réélu en 2012. Réélu en 2014. Réélu en 2016. Démissionne. | 2013–2019         |
| Vacant                              | Vacant                       | 21 octobre 2017 - 13 mars 2018      | 115e        | |                   |
| Conor Lamb                          | Démocrate                    | 13 mars 2018 - 3 janvier 2019       | 115e        | Élu pour terminer le mandat de Murphy. Redécoupage vers le 17e district.                                                           |                   |
| Mike Doyle                          | Démocrate                    | 3 janvier 2019 - 31 décembre 2022   | 116e , 117e | Redécoupage depuis le 14e district et réélu en 2018. Réélu en 2020. Redécoupage vers le 12e district et démissionne plus tôt.      | 2019–2023         |
| Vacant                              | Vacant                       | 31 décembre 2022 - 3 janvier 2023   | 117e        | | 2019–2023         |
| District supprimé le 3 janvier 2023 |                              |                                     |             | |                   |

## Résultats des récentes élections
Voici les résultats des dix derniers cycles électoraux dans le district avant sa suppression.

### 2002
| Élection de 2002 du 18e district congressionnel de Pennsylvanie | Élection de 2002 du 18e district congressionnel de Pennsylvanie | Élection de 2002 du 18e district congressionnel de Pennsylvanie | Élection de 2002 du 18e district congressionnel de Pennsylvanie | Élection de 2002 du 18e district congressionnel de Pennsylvanie |
| --------------------------------------------------------------- | --------------------------------------------------------------- | --------------------------------------------------------------- | --------------------------------------------------------------- | --------------------------------------------------------------- |
| Parti                                                           | Parti                                                           | Candidat                                                        | Votes                                                           | %                                                               |
|                                                                 | Républicain                                                     | Tim Murphy                                                      | 119 885                                                         | 60,1                                                            |
|                                                                 | Démocrate                                                       | Jack Machek                                                     | 79 451                                                          | 39,9                                                            |
| Total des votes                                                 | Total des votes                                                 | Total des votes                                                 | 199 336                                                         | 100 %                                                           |
|                                                                 | Les Républicains conservent                                     |                                                                 |                                                                 |                                                                 |

### 2004
| Élection de 2004 du 18e district congressionnel de Pennsylvanie | Élection de 2004 du 18e district congressionnel de Pennsylvanie | Élection de 2004 du 18e district congressionnel de Pennsylvanie | Élection de 2004 du 18e district congressionnel de Pennsylvanie | Élection de 2004 du 18e district congressionnel de Pennsylvanie |
| --------------------------------------------------------------- | --------------------------------------------------------------- | --------------------------------------------------------------- | --------------------------------------------------------------- | --------------------------------------------------------------- |
| Parti                                                           | Parti                                                           | Candidat                                                        | Votes                                                           | %                                                               |
|                                                                 | Républicain                                                     | Tim Murphy (sortant)                                            | 197 894                                                         | 62,8                                                            |
|                                                                 | Démocrate                                                       | Mark G. Boles                                                   | 117 420                                                         | 37,2                                                            |
| Total des votes                                                 | Total des votes                                                 | Total des votes                                                 | 315 314                                                         | 100 %                                                           |
|                                                                 | Les Républicains conservent                                     |                                                                 |                                                                 |                                                                 |

### 2006
| Élection de 2006 du 18e district congressionnel de Pennsylvanie | Élection de 2006 du 18e district congressionnel de Pennsylvanie | Élection de 2006 du 18e district congressionnel de Pennsylvanie | Élection de 2006 du 18e district congressionnel de Pennsylvanie | Élection de 2006 du 18e district congressionnel de Pennsylvanie |
| --------------------------------------------------------------- | --------------------------------------------------------------- | --------------------------------------------------------------- | --------------------------------------------------------------- | --------------------------------------------------------------- |
| Parti                                                           | Parti                                                           | Candidat                                                        | Votes                                                           | %                                                               |
|                                                                 | Républicain                                                     | Tim Murphy (sortant)                                            | 144 632                                                         | 57,8                                                            |
|                                                                 | Démocrate                                                       | Chad Kluko                                                      | 105 419                                                         | 42,2                                                            |
| Total des votes                                                 | Total des votes                                                 | Total des votes                                                 | 250 051                                                         | 100 %                                                           |
|                                                                 | Les Républicains conservent                                     |                                                                 |                                                                 |                                                                 |

### 2008
| Élection de 2008 du 18e district congressionnel de Pennsylvanie | Élection de 2008 du 18e district congressionnel de Pennsylvanie | Élection de 2008 du 18e district congressionnel de Pennsylvanie | Élection de 2008 du 18e district congressionnel de Pennsylvanie | Élection de 2008 du 18e district congressionnel de Pennsylvanie |
| --------------------------------------------------------------- | --------------------------------------------------------------- | --------------------------------------------------------------- | --------------------------------------------------------------- | --------------------------------------------------------------- |
| Parti                                                           | Parti                                                           | Candidat                                                        | Votes                                                           | %                                                               |
|                                                                 | Républicain                                                     | Tim Murphy (sortant)                                            | 213 349                                                         | 64,1                                                            |
|                                                                 | Démocrate                                                       | Steve O'Donnell                                                 | 119 661                                                         | 35,9                                                            |
| Total des votes                                                 | Total des votes                                                 | Total des votes                                                 | 333 010                                                         | 100 %                                                           |
|                                                                 | Les Républicains conservent                                     |                                                                 |                                                                 |                                                                 |

### 2010
| Élection de 2010 du 18e district congressionnel de Pennsylvanie | Élection de 2010 du 18e district congressionnel de Pennsylvanie | Élection de 2010 du 18e district congressionnel de Pennsylvanie | Élection de 2010 du 18e district congressionnel de Pennsylvanie | Élection de 2010 du 18e district congressionnel de Pennsylvanie |
| --------------------------------------------------------------- | --------------------------------------------------------------- | --------------------------------------------------------------- | --------------------------------------------------------------- | --------------------------------------------------------------- |
| Parti                                                           | Parti                                                           | Candidat                                                        | Votes                                                           | %                                                               |
|                                                                 | Républicain                                                     | Tim Murphy (sortant)                                            | 161 888                                                         | 67,3                                                            |
|                                                                 | Démocrate                                                       | Dan Connolly                                                    | 78 558                                                          | 32,7                                                            |
| Total des votes                                                 | Total des votes                                                 | Total des votes                                                 | 240 446                                                         | 100 %                                                           |
|                                                                 | Les Républicains conservent                                     |                                                                 |                                                                 |                                                                 |

### 2012
| Élection de 2012 du 18e district congressionnel de Pennsylvanie | Élection de 2012 du 18e district congressionnel de Pennsylvanie | Élection de 2012 du 18e district congressionnel de Pennsylvanie | Élection de 2012 du 18e district congressionnel de Pennsylvanie | Élection de 2012 du 18e district congressionnel de Pennsylvanie |
| --------------------------------------------------------------- | --------------------------------------------------------------- | --------------------------------------------------------------- | --------------------------------------------------------------- | --------------------------------------------------------------- |
| Parti                                                           | Parti                                                           | Candidat                                                        | Votes                                                           | %                                                               |
|                                                                 | Républicain                                                     | Tim Murphy (sortant)                                            | 216 727                                                         | 64,0                                                            |
|                                                                 | Démocrate                                                       | Larry Maggi                                                     | 122 146                                                         | 36,0                                                            |
| Total des votes                                                 | Total des votes                                                 | Total des votes                                                 | 338 873                                                         | 100 %                                                           |
|                                                                 | Les Républicains conservent                                     |                                                                 |                                                                 |                                                                 |

### 2014
| Élection de 2014 du 18e district congressionnel de Pennsylvanie | Élection de 2014 du 18e district congressionnel de Pennsylvanie | Élection de 2014 du 18e district congressionnel de Pennsylvanie | Élection de 2014 du 18e district congressionnel de Pennsylvanie | Élection de 2014 du 18e district congressionnel de Pennsylvanie |
| --------------------------------------------------------------- | --------------------------------------------------------------- | --------------------------------------------------------------- | --------------------------------------------------------------- | --------------------------------------------------------------- |
| Parti                                                           | Parti                                                           | Candidat                                                        | Votes                                                           | %                                                               |
|                                                                 | Républicain                                                     | Tim Murphy (sortant)                                            | 166 076                                                         | 100                                                             |
|                                                                 | Les Républicains conservent                                     |                                                                 |                                                                 |                                                                 |

### 2016
| Élection de 2016 du 18e district congressionnel de Pennsylvanie | Élection de 2016 du 18e district congressionnel de Pennsylvanie | Élection de 2016 du 18e district congressionnel de Pennsylvanie | Élection de 2016 du 18e district congressionnel de Pennsylvanie | Élection de 2016 du 18e district congressionnel de Pennsylvanie |
| --------------------------------------------------------------- | --------------------------------------------------------------- | --------------------------------------------------------------- | --------------------------------------------------------------- | --------------------------------------------------------------- |
| Parti                                                           | Parti                                                           | Candidat                                                        | Votes                                                           | %                                                               |
|                                                                 | Républicain                                                     | Tim Murphy (sortant)                                            | 293 684                                                         | 100                                                             |
|                                                                 | Les Républicains conservent                                     |                                                                 |                                                                 |                                                                 |

### 2018 (Spéciale)
| Élection Spéciale de 2018 du 18e district congressionnel de Pennsylvanie | Élection Spéciale de 2018 du 18e district congressionnel de Pennsylvanie | Élection Spéciale de 2018 du 18e district congressionnel de Pennsylvanie | Élection Spéciale de 2018 du 18e district congressionnel de Pennsylvanie | Élection Spéciale de 2018 du 18e district congressionnel de Pennsylvanie |
| ------------------------------------------------------------------------ | ------------------------------------------------------------------------ | ------------------------------------------------------------------------ | ------------------------------------------------------------------------ | ------------------------------------------------------------------------ |
| Parti                                                                    | Parti                                                                    | Candidat                                                                 | Votes                                                                    | %                                                                        |
|                                                                          | Démocrate                                                                | Conor Lamb                                                               | 114 102                                                                  | 49,86                                                                    |
|                                                                          | Républicain                                                              | Rick Saccone                                                             | 113 347                                                                  | 49,53                                                                    |
|                                                                          | Libertarien                                                              | Drew Gray Miller                                                         | 1 381                                                                    | 0,60                                                                     |
| Total des votes                                                          | Total des votes                                                          | Total des votes                                                          | 228 830                                                                  | 100 %                                                                    |
|                                                                          | Les Démocrates prennent aux Républicains                                 |                                                                          |                                                                          |                                                                          |

### 2018 (Régulière)
| Élection de 2018 du 18e district congressionnel de Pennsylvanie | Élection de 2018 du 18e district congressionnel de Pennsylvanie | Élection de 2018 du 18e district congressionnel de Pennsylvanie | Élection de 2018 du 18e district congressionnel de Pennsylvanie | Élection de 2018 du 18e district congressionnel de Pennsylvanie |
| --------------------------------------------------------------- | --------------------------------------------------------------- | --------------------------------------------------------------- | --------------------------------------------------------------- | --------------------------------------------------------------- |
| Parti                                                           | Parti                                                           | Candidat                                                        | Votes                                                           | %                                                               |
|                                                                 | Démocrate                                                       | Mike Doyle (sortant)                                            | 231 472                                                         | 100                                                             |
|                                                                 | Les Démocrates conservent                                       |                                                                 |                                                                 |                                                                 |

### 2020
| Élection de 2020 du 18e district congressionnel de Pennsylvanie | Élection de 2020 du 18e district congressionnel de Pennsylvanie | Élection de 2020 du 18e district congressionnel de Pennsylvanie | Élection de 2020 du 18e district congressionnel de Pennsylvanie | Élection de 2020 du 18e district congressionnel de Pennsylvanie |
| --------------------------------------------------------------- | --------------------------------------------------------------- | --------------------------------------------------------------- | --------------------------------------------------------------- | --------------------------------------------------------------- |
| Parti                                                           | Parti                                                           | Candidat                                                        | Votes                                                           | %                                                               |
|                                                                 | Démocrate                                                       | Mike Doyle (sortant)                                            | 266 084                                                         | 69,3                                                            |
|                                                                 | Républicain                                                     | Luke Negron                                                     | 118 163                                                         | 30,7                                                            |
| Total des votes                                                 | Total des votes                                                 | Total des votes                                                 | 384 247                                                         | 100 %                                                           |
|                                                                 | Les Démocrates conservent                                       |                                                                 |                                                                 |                                                                 |